# Subkutis

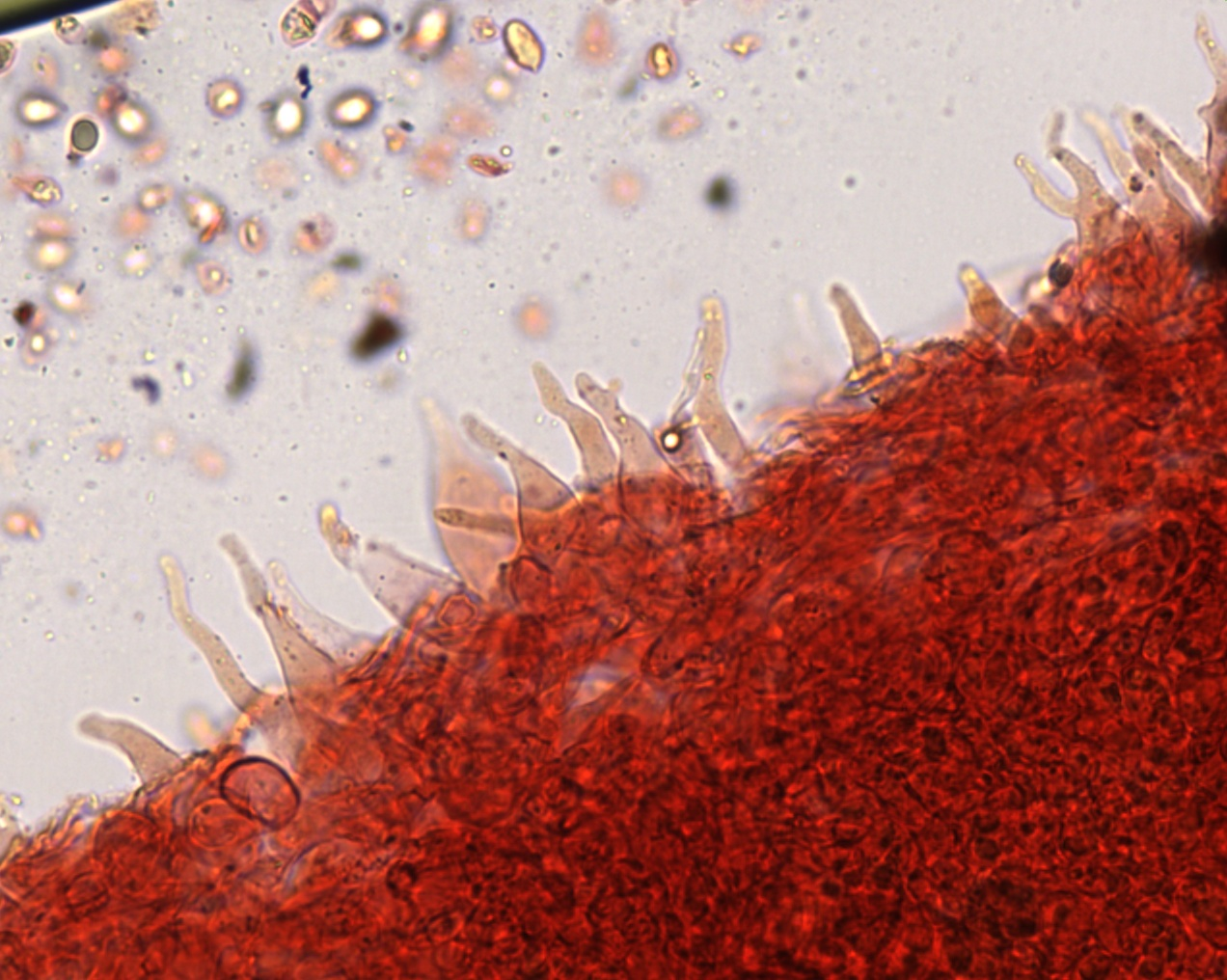
Epikutis z cystydami i subkutis u Mycena bulliformis

Subkutis (łac. subcutis), czyli skórka właściwa – dolna warstwa strzępek w wielowarstwowej skórce kapelusza i trzonu grzybów. Różni się ona budową mikroskopową od warstwy górnej (epikutis). W subtutisie strzępki ułożone są prawie równolegle do siebie i do powierzchni owocnika i silnie są ze sobą splecione. Ich górne wierzchołki odchylają się prostopadle tworząc epikutis. U wielu gatunków w skórce właściwej i naskórku występują cystydy o budowie różniącej się od pozostałych strzępek. W rodzaju Russula (gołąbek) w skórce występują dermatocystydy, włoski i strzępki prymordialne.
Epikutis i subkutis odróżniają się od miąższu także tym, że często bywają wybarwione i to one nadają barwę owocnikowi. Budowa skórki właściwej ma znaczenie przy mikroskopowym oznaczaniu niektórych gatunków grzybów.